# Phyciodes vesta
Phyciodes vesta is een vlinder uit de familie Nymphalidae. De wetenschappelijke naam van de soort is voor het eerst geldig gepubliceerd in 1869 door William Henry Edwards.